# Boliqueime
Boliqueime ist eine Gemeinde (Freguesia) in Portugal. Sie gehört zum Kreis Loulé, hat eine Fläche von 46,2 km² und hatte am 19. April 2021 eine Bevölkerung von 4789 Einwohnern, was einer Bevölkerungsdichte von 103,6 Einwohnern/km² entspricht.

## Söhne und Töchter
- Aníbal Cavaco Silva (* 1939), Politiker, ehemaliger Premierminister und von 2006 bis 2016 Staatspräsident
- Lídia Jorge (* 1946), Schriftstellerin
- Daniela Campos (* 2002), Radrennfahrerin

## Verkehr
Boliqueime liegt mit eigenem Bahnhof an der Eisenbahnstrecke Linha do Algarve.
Auch zur Autobahn A22 hat der Ort eine eigene Anschlussstelle.